# (38536) 1999 UT42
1999 يو تي 42 (ويعرف أيضًا باسم (38536) 1999 يو تي 42 وفق تسمية الكوكب الصغير) (بالإنجليزية: 1999 UT42)‏ هو كويكب ضمن حزام الكويكبات؛ وترتيبه 38536 من حيث الاكتشاف.
اكتُشف هذا الجُرم الفلكي بواسطة ماسح السماء كاتالينا في 28 أكتوبر 1999.

## وصلات خارجية
- (38536) 1999 UT42 في قاعدة بيانات مختبر الدفع النفاث لأجرام النظام الشمسي الصغيرة

- الاكتشاف · مخطط المدار ·  العناصر المدارية · المعلمات المادية

- (38536) 1999 UT42 على موقع ويكي سكاي: DSS2, SDSS, GALEX, IRAS, Hydrogen α, X-Ray, Astrophoto, Sky Map, Articles and images